# Фрамбоїди
Фрамбоїди (рос. фрамбоиды, англ. framboiges, нім. Framboige m pl) – сфероїдні аґреґати мінералів, які складаються з ґлобул мікрокристалів розміром 10-100 мкм. Власне мікрокристали мають розмір бл. 1 мкм. Складені піритом, іноді марказитом, рідше магнетитом та ін. мінералами. Зустрічаються в осадах боліт, торф’яників, морських та океанічних мулах, а також у багатьох осадових породах різного віку. Часто приурочені до шкарлупок діатомових водоростей, раковин форамініфер та ін. Утворилися шляхом розкристалізації аморфних сульфідів заліза, які виникли на ранніх стадіях діагенезу у локальних сірководневих вогнищах. Від франц. framboise – малина, G.W.Rust, 1935.
Так, відомі глобулярні округлі виділення анальциму з трахібазальтів Шотландії розміром 0,5-2 мм, які оточені ідіоморфними кристалами піроксену й польового шпату і містять включення цих мінералів.

## Інтернет-ресурси
- Фрамбоїди